# (10346) Triathlon
(10346) Triathlon – planetoida z pasa głównego asteroid okrążająca Słońce w ciągu 3 lat i 227 dni w średniej odległości 2,36 j.a. Została odkryta 2 kwietnia 1992 roku przez Carolyn Shoemaker i Davida Levy'ego. Przed nadaniem nazwy planetoida nosiła oznaczenie tymczasowe (10346) 1992 GA1.